# Ljudmila Ivanovna Černych
| 1737 Severny                                                                 | 13 ottobre 1966   |
| 1771 Makover                                                                 | 24 gennaio 1968   |
| 1772 Gagarin                                                                 | 6 febbraio 1968   |
| 1789 Dobrovolsky                                                             | 19 agosto 1966    |
| 1790 Volkov                                                                  | 9 marzo 1967      |
| 1792 Reni                                                                    | 24 gennaio 1968   |
| 1805 Dirikis                                                                 | 1º aprile 1970    |
| 1828 Kashirina                                                               | 14 agosto 1966    |
| 1832 Mrkos                                                                   | 11 agosto 1969    |
| 1833 Shmakova                                                                | 11 agosto 1969    |
| 1855 Korolev                                                                 | 8 ottobre 1969    |
| 1856 Růžena                                                                  | 8 ottobre 1969    |
| 1889 Pakhmutova                                                              | 24 gennaio 1968   |
| 1890 Konoshenkova                                                            | 6 febbraio 1968   |
| 1956 Artek                                                                   | 8 ottobre 1969    |
| 1957 Angara                                                                  | 1º aprile 1970    |
| 1975 Pikelner                                                                | 11 agosto 1969    |
| 1976 Kaverin                                                                 | 1º aprile 1970    |
| 2008 Konstitutsiya                                                           | 27 settembre 1973 |
| 2030 Belyaev                                                                 | 8 ottobre 1969    |
| 2031 BAM                                                                     | 8 ottobre 1969    |
| 2092 Sumiana                                                                 | 16 ottobre 1969   |
| 2127 Tanya                                                                   | 29 maggio 1971    |
| 2132 Zhukov                                                                  | 3 ottobre 1975    |
| 2142 Landau                                                                  | 3 aprile 1972     |
| 2144 Marietta                                                                | 18 gennaio 1975   |
| 2186 Keldysh                                                                 | 27 settembre 1973 |
| 2205 Glinka                                                                  | 27 settembre 1973 |
| 2212 Hephaistos                                                              | 27 settembre 1978 |
| 2245 Hekatostos                                                              | 24 gennaio 1968   |
| 2266 Tchaikovsky                                                             | 12 novembre 1974  |
| 2273 Yarilo                                                                  | 6 marzo 1975      |
| 2279 Barto                                                                   | 25 febbraio 1968  |
| 2296 Kugultinov                                                              | 18 gennaio 1975   |
| 2341 Aoluta                                                                  | 16 dicembre 1976  |
| 2352 Kurchatov                                                               | 10 settembre 1969 |
| 2354 Lavrov[1]                                                               | 9 agosto 1978     |
| 2385 Mustel                                                                  | 11 novembre 1969  |
| 2386 Nikonov                                                                 | 19 settembre 1974 |
| 2419 Moldavia                                                                | 19 settembre 1974 |
| 2446 Lunacharsky                                                             | 14 ottobre 1971   |
| 2448 Sholokhov                                                               | 18 gennaio 1975   |
| 2457 Rublyov                                                                 | 3 ottobre 1975    |
| 2467 Kollontai                                                               | 14 agosto 1966    |
| 2468 Repin                                                                   | 8 ottobre 1969    |
| 2480 Papanov                                                                 | 16 dicembre 1976  |
| 2489 Suvorov                                                                 | 11 luglio 1975    |
| 2530 Shipka                                                                  | 9 luglio 1978     |
| 2540 Blok                                                                    | 13 ottobre 1971   |
| 2551 Decabrina                                                               | 16 dicembre 1976  |
| 2561 Margolin                                                                | 8 ottobre 1969    |
| 2609 Kiril-Metodi[1]                                                         | 9 agosto 1978     |
| 2669 Shostakovich                                                            | 16 dicembre 1976  |
| 2692 Chkalov                                                                 | 16 dicembre 1976  |
| 2699 Kalinin                                                                 | 16 dicembre 1976  |
| 2755 Avicenna                                                                | 26 settembre 1973 |
| 2756 Dzhangar                                                                | 19 settembre 1974 |
| 2807 Karl Marx                                                               | 15 ottobre 1969   |
| 2833 Radishchev[1]                                                           | 9 agosto 1978     |
| 2837 Griboedov                                                               | 13 ottobre 1971   |
| 2877 Likhachev                                                               | 8 ottobre 1969    |
| 2894 Kakhovka                                                                | 27 settembre 1978 |
| 2907 Nekrasov                                                                | 3 ottobre 1975    |
| 2931 Mayakovsky                                                              | 16 ottobre 1969   |
| 2948 Amosov                                                                  | 8 ottobre 1969    |
| 2965 Surikov                                                                 | 18 gennaio 1975   |
| 2977 Chivilikhin                                                             | 19 settembre 1974 |
| 2998 Berendeya                                                               | 3 ottobre 1975    |
| 3010 Ushakov                                                                 | 27 settembre 1978 |
| 3052 Herzen                                                                  | 16 dicembre 1976  |
| 3126 Davydov                                                                 | 8 ottobre 1969    |
| 3127 Bagration                                                               | 27 settembre 1973 |
| 3147 Samantha                                                                | 16 dicembre 1976  |
| 3232 Brest                                                                   | 19 settembre 1974 |
| 3273 Drukar                                                                  | 3 ottobre 1975    |
| 3321 Dasha                                                                   | 3 ottobre 1975    |
| 3332 Raksha                                                                  | 4 luglio 1978     |
| 3384 Daliya                                                                  | 19 settembre 1974 |
| 3429 Chuvaev                                                                 | 19 settembre 1974 |
| 3441 Pochaina                                                                | 8 ottobre 1969    |
| 3483 Svetlov                                                                 | 16 dicembre 1976  |
| 3523 Arina                                                                   | 3 ottobre 1975    |
| 3577 Putilin                                                                 | 7 ottobre 1969    |
| 3588 Kirik                                                                   | 8 ottobre 1981    |
| 3608 Kataev                                                                  | 27 settembre 1978 |
| 3659 Bellingshausen                                                          | 8 ottobre 1969    |
| 3681 Boyan                                                                   | 27 agosto 1974    |
| 3702 Trubetskaya                                                             | 3 luglio 1970     |
| 3703 Volkonskaya                                                             | 9 agosto 1978     |
| 3719 Karamzin                                                                | 16 dicembre 1976  |
| 3747 Belinskij                                                               | 5 novembre 1975   |
| 3770 Nizami                                                                  | 24 agosto 1974    |
| 3804 Drunina                                                                 | 8 ottobre 1969    |
| 3890 Bunin                                                                   | 18 dicembre 1976  |
| 3963 Paradzhanov                                                             | 8 ottobre 1969    |
| 3967 Shekhtelia                                                              | 16 dicembre 1976  |
| 3968 Koptelov                                                                | 8 ottobre 1978    |
| 4022 Nonna                                                                   | 8 ottobre 1981    |
| 4135 Svetlanov[2]                                                            | 14 agosto 1966    |
| 4164 Shilov                                                                  | 16 ottobre 1969   |
| 4174 Pikulia                                                                 | 16 settembre 1982 |
| 4184 Berdyayev                                                               | 8 ottobre 1969    |
| 4195 Esambaev                                                                | 19 settembre 1982 |
| 4196 Shuya                                                                   | 16 settembre 1982 |
| 4229 Plevitskaya                                                             | 22 gennaio 1971   |
| 4235 Tatishchev                                                              | 27 settembre 1978 |
| 4244 Zakharchenko                                                            | 7 ottobre 1981    |
| 4286 Rubtsov                                                                 | 8 agosto 1988     |
| 4304 Geichenko                                                               | 27 settembre 1973 |
| 4361 Nezhdanova                                                              | 9 ottobre 1977    |
| 4371 Fyodorov                                                                | 10 aprile 1983    |
| 4426 Roerich                                                                 | 15 ottobre 1969   |
| 4437 Yaroshenko                                                              | 10 aprile 1983    |
| 4449 Sobinov                                                                 | 3 settembre 1987  |
| 4485 Radonezhskij                                                            | 27 agosto 1987    |
| 4537 Valgrirasp                                                              | 2 settembre 1987  |
| 4560 Klyuchevskij                                                            | 16 dicembre 1976  |
| 4594 Dashkova                                                                | 17 maggio 1980    |
| 4605 Nikitin                                                                 | 18 settembre 1987 |
| 4616 Batalov                                                                 | 17 gennaio 1975   |
| 4622 Solovjova                                                               | 16 novembre 1979  |
| 4623 Obraztsova                                                              | 24 ottobre 1981   |
| 4681 Ermak                                                                   | 8 ottobre 1969    |
| 4682 Bykov                                                                   | 27 settembre 1973 |
| 4758 Hermitage                                                               | 27 settembre 1978 |
| 4762 Dobrynya                                                                | 16 settembre 1982 |
| 4810 Ruslanova                                                               | 14 aprile 1972    |
| 4869 Piotrovsky                                                              | 26 ottobre 1989   |
| 4879 Zykina                                                                  | 12 novembre 1974  |
| 4880 Tovstonogov                                                             | 14 ottobre 1975   |
| 4915 Solzhenitsyn                                                            | 8 ottobre 1969    |
| 4918 Rostropovich                                                            | 24 agosto 1974    |
| 4919 Vishnevskaya                                                            | 19 settembre 1974 |
| 4926 Smoktunovskij                                                           | 16 settembre 1982 |
| 4944 Kozlovskij                                                              | 2 settembre 1987  |
| 4980 Magomaev                                                                | 19 settembre 1974 |
| 4981 Sinyavskaya                                                             | 12 novembre 1974  |
| 5014 Gorchakov                                                               | 19 settembre 1974 |
| 5043 Zadornov                                                                | 19 settembre 1974 |
| 5055 Opekushin                                                               | 13 agosto 1986    |
| 5076 Lebedev-Kumach                                                          | 26 settembre 1973 |
| 5078 Solovjev-Sedoj                                                          | 19 settembre 1974 |
| 5091 Isakovskij                                                              | 25 settembre 1981 |
| 5104 Skripnichenko                                                           | 7 settembre 1986  |
| 5154 Leonov                                                                  | 8 ottobre 1969    |
| 5158 Ogarev                                                                  | 16 dicembre 1976  |
| 5300 Sats                                                                    | 19 settembre 1974 |
| 5315 Bal'mont                                                                | 16 settembre 1982 |
| 5359 Markzakharov                                                            | 24 agosto 1974    |
| 5361 Goncharov                                                               | 16 dicembre 1976  |
| 5385 Kamenka                                                                 | 3 ottobre 1975    |
| 5483 Cherkashin                                                              | 17 ottobre 1990   |
| 5612 Nevskij                                                                 | 3 ottobre 1975    |
| 5613 Donskoj                                                                 | 16 dicembre 1976  |
| 5675 Evgenilebedev                                                           | 7 settembre 1986  |
| 5711 Eneev                                                                   | 27 settembre 1978 |
| 5795 Roshchina                                                               | 27 settembre 1978 |
| 5807 Mshatka                                                                 | 30 agosto 1986    |
| 5827 Letunov                                                                 | 15 novembre 1990  |
| 5857 Neglinka                                                                | 3 ottobre 1975    |
| 5858 Borovitskia                                                             | 28 settembre 1978 |
| 5940 Feliksobolev                                                            | 8 ottobre 1981    |
| 5955 Khromchenko                                                             | 2 settembre 1987  |
| 6110 Kazak                                                                   | 4 luglio 1978     |
| 6113 Tsap                                                                    | 16 settembre 1982 |
| 6121 Plachinda                                                               | 2 settembre 1987  |
| 6161 Vojno-Yasenetsky                                                        | 14 ottobre 1971   |
| 6166 Univsima                                                                | 27 settembre 1978 |
| 6180 Bystritskaya                                                            | 8 agosto 1986     |
| 6232 Zubitskia[1]                                                            | 19 settembre 1985 |
| 6355 Univermoscow                                                            | 15 ottobre 1969   |
| 6374 Beslan                                                                  | 8 agosto 1986     |
| 6432 Temirkanov                                                              | 3 ottobre 1975    |
| 6511 Furmanov                                                                | 27 agosto 1987    |
| (6538) 1981 SA5                                                              | 25 settembre 1981 |
| (6547) 1987 RO3                                                              | 2 settembre 1987  |
| 6573 Magnitskij                                                              | 19 settembre 1974 |
| 6589 Jankovich[1]                                                            | 19 settembre 1985 |
| (6591) 1986 RT5                                                              | 7 settembre 1986  |
| (6619) 1973 SS4                                                              | 27 settembre 1973 |
| (6679) 1969 UP1                                                              | 16 ottobre 1969   |
| 6755 Solov'yanenko                                                           | 16 dicembre 1976  |
| 6764 Kirillavrov                                                             | 7 ottobre 1981    |
| 6783 Gulyaev                                                                 | 24 settembre 1990 |
| 6784 Bogatikov                                                               | 28 ottobre 1990   |
| (6890) 1975 RP                                                               | 3 settembre 1975  |
| (6942) 1976 YB2                                                              | 16 dicembre 1976  |
| 7370 Krasnogolovets                                                          | 27 settembre 1978 |
| (7457) 1982 SL6                                                              | 16 settembre 1982 |
| (7468) 1990 UP1                                                              | 17 ottobre 1990   |
| (7469) 1990 VU4                                                              | 15 novembre 1990  |
| 7726 Olegbykov                                                               | 27 agosto 1974    |
| (7730) 1978 NN1                                                              | 4 luglio 1978     |
| (7869) 1987 RV3                                                              | 2 settembre 1987  |
| 7924 Simbirsk[1]                                                             | 6 agosto 1986     |
| 7978 Niknesterov                                                             | 27 settembre 1978 |
| (8132) 1976 YA6                                                              | 18 dicembre 1976  |
| 8244 Mikolaichuk                                                             | 3 ottobre 1975    |
| 8444 Popovich                                                                | 8 ottobre 1969    |
| (8608) 1976 YO2                                                              | 16 dicembre 1976  |
| 8839 Novichkova                                                              | 24 ottobre 1989   |
| 8985 Tula[1]                                                                 | 9 agosto 1978     |
| 9146 Tulikov                                                                 | 16 dicembre 1976  |
| 9150 Zavolokin                                                               | 27 settembre 1978 |
| 9154 Kol'tsovo                                                               | 16 settembre 1982 |
| 9167 Kharkiv                                                                 | 18 settembre 1987 |
| 9168 Sarov                                                                   | 18 settembre 1987 |
| 9176 Struchkova                                                              | 15 novembre 1990  |
| 9516 Inasan                                                                  | 16 dicembre 1976  |
| 9549 Akplatonov[1]                                                           | 19 settembre 1985 |
| 9565 Tikhonov                                                                | 18 settembre 1987 |
| 9566 Rykhlova                                                                | 18 settembre 1987 |
| 9609 Ponomarevalya                                                           | 26 agosto 1992    |
| (9718) 1976 YR1                                                              | 16 dicembre 1976  |
| (9733) 1985 SC3[1]                                                           | 19 settembre 1985 |
| 9933 Alekseev[1]                                                             | 19 settembre 1985 |
| 10001 Palermo                                                                | 8 ottobre 1969    |
| (10002) 1969 TQ1                                                             | 8 ottobre 1969    |
| (10007) 1976 YF3                                                             | 16 dicembre 1976  |
| 10010 Rudruna[1]                                                             | 9 agosto 1978     |
| (10015) 1978 SA5                                                             | 27 settembre 1978 |
| 10023 Vladifedorov                                                           | 17 novembre 1979  |
| 10054 Solomin                                                                | 17 settembre 1987 |
| 10262 Samoilov                                                               | 3 ottobre 1975    |
| 10286 Shnollia                                                               | 16 settembre 1982 |
| (10459) 1978 SJ5                                                             | 27 settembre 1978 |
| (10992) 1974 SF                                                              | 19 settembre 1974 |
| 11016 Borisov                                                                | 16 settembre 1982 |
| 11027 Astaf'ev                                                               | 7 settembre 1986  |
| 11480 Velikij Ustyug                                                         | 7 settembre 1986  |
| (11782) 1969 TT1                                                             | 8 ottobre 1969    |
| (11824) 1982 SO5                                                             | 16 settembre 1982 |
| 12190 Sarkisov                                                               | 27 settembre 1978 |
| (12219) 1982 SC8                                                             | 19 settembre 1982 |
| 12664 Sonisenia                                                              | 27 settembre 1978 |
| (13477) 1975 VW5                                                             | 5 novembre 1975   |
| (13479) 1977 TO6                                                             | 8 ottobre 1977    |
| 13480 Potapov[1]                                                             | 9 agosto 1978     |
| 13904 Univinnitsa                                                            | 3 ottobre 1975    |
| 13922 Kremenia[1]                                                            | 19 settembre 1985 |
| (14339) 1983 GU                                                              | 10 aprile 1983    |
| (14789) 1969 TY1                                                             | 8 ottobre 1969    |
| (14834) 1987 SR7                                                             | 17 settembre 1987 |
| (15199) 1974 SE                                                              | 19 settembre 1974 |
| (15212) 1979 WY3                                                             | 17 novembre 1979  |
| (15669) 1974 ST1                                                             | 19 settembre 1974 |
| 15675 Goloseevo                                                              | 27 settembre 1978 |
| (15676) 1978 TQ5                                                             | 8 ottobre 1978    |
| (15702) 1987 RN3                                                             | 2 settembre 1987  |
| (16395) 1981 US4                                                             | 23 ottobre 1981   |
| 16407 Oiunskij[1]                                                            | 19 settembre 1985 |
| 16515 Usman'grad                                                             | 15 novembre 1990  |
| 16516 Efremlevitan                                                           | 15 novembre 1990  |
| 17358 Lozino-Lozinskij                                                       | 27 settembre 1978 |
| 18285 Vladplatonov                                                           | 14 aprile 1972    |
| 18287 Verkin                                                                 | 3 ottobre 1975    |
| (18293) 1978 SQ4                                                             | 27 settembre 1978 |
| (18294) 1978 SF5                                                             | 27 settembre 1978 |
| 19919 Pogorelov                                                              | 8 ottobre 1977    |
| 19962 Martynenko                                                             | 7 settembre 1986  |
| 23402 Turchina                                                               | 8 ottobre 1969    |
| 24604 Vasilermakov                                                           | 27 settembre 1973 |
| 24648 Evpatoria[1]                                                           | 19 settembre 1985 |
| 24649 Balaklava[1]                                                           | 19 settembre 1985 |
| 29081 Krymradio                                                              | 27 settembre 1978 |
| 32735 Strekalov                                                              | 27 settembre 1978 |
| 43783 Svyatitelpyotr                                                         | 24 ottobre 1989   |
| - [1] con Nikolai Stepanovich Chernykh - [2] con Tamara Michajlovna Smirnova |                   |

Ljudmila Ivanovna Černych (in russo Людмила Ивановна Черных?; Šuja, 13 giugno 1935 – 28 luglio 2017) è stata un'astronoma russa.

## Biografia
Si è laureata nel 1959 presso l'Università Pedagogica Statale di Irkutsk. Tra il 1959 e il 1963 ha lavorato nel  'Time and Frequency Laboratory' presso Irkutsk, dove ha compiuto delle osservazioni astrometriche.
Tra il 1964 e il 1998 ha lavorato presso l'Istituto di Astronomia teorica presso l'Accademia Sovietica delle Scienze, presso la sede dell'Osservatorio astrofisico della Crimea. Fu moglie del collega di lavoro Nikolaj Stepanovič Černych.
Ha scoperto numerosi asteroidi, tra cui l'asteroide Apollo 2212 Hephaistos e  3147 Samantha.

## Curiosità
Le è stato dedicato l'asteroide 2325 Chernykh.